# Sydvästafrikansk elefantnäbbmus
Sydvästafrikansk elefantnäbbmus (Elephantulus intufi) är en däggdjursart som först beskrevs av Andrew Smith 1836.  Elephantulus intufi ingår i släktet Elephantulus och familjen springnäbbmöss. IUCN kategoriserar arten globalt som livskraftig. Inga underarter finns listade i Catalogue of Life.
Arten blir med svans 21 till 27 cm lång och svanslängden är 10 till 14 cm. Honor är med en vikt av 40 till 74 g lite tyngre än hannar som väger 35 till 56 g. Pälsen på ovansidan bildas av långa och fina hår. Den har en blek gulbrun färg medan undersidan är täckt av vit päls. På bukens mitt förekommer en fläck utan hår. Huvudet kännetecknas av vita ringar kring ögonen och av rödaktiga fläckar bakom öronen. På bakfötternas bruna undersida finns inga hår.
Denna elefantnäbbmus förekommer i södra Afrika från sydvästra Angola över Namibia och Botswana till norra Sydafrika. Arten vistas i torra habitat som torra savanner, stäpper, halvöknar och torra öppna skogar.
Individerna är aktiva på dagen men de vilar under de hetaste timmarna. Arten gräver underjordiska bon eller övertar bon som skapades av en gnagare. När honan inte är brunstig lever varje individ ensam i sitt revir. Parningen sker vanligen varje år med samma respektive som lever i grannskapet. Denna elefantnäbbmus trummar liksom sina nära släktingar med foten på marken för att varna sina artfränder. Elephantulus intufi äter främst mindre insekter och ibland gräshoppor som troligen kompletteras med lite växtdelar. Honor föder mellan augusti och mars tvillingar eller sällan en unge.

## Bildgalleri

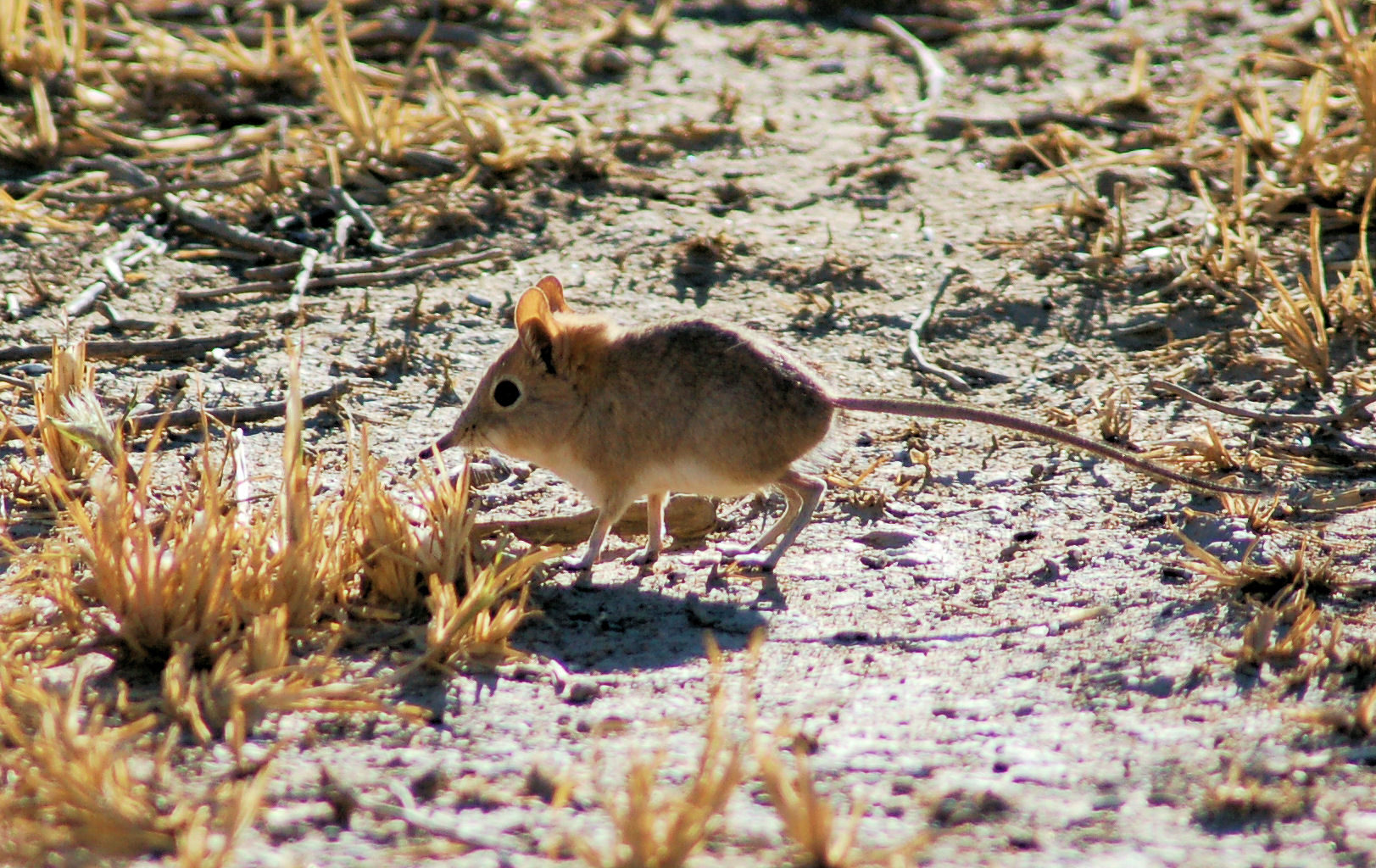
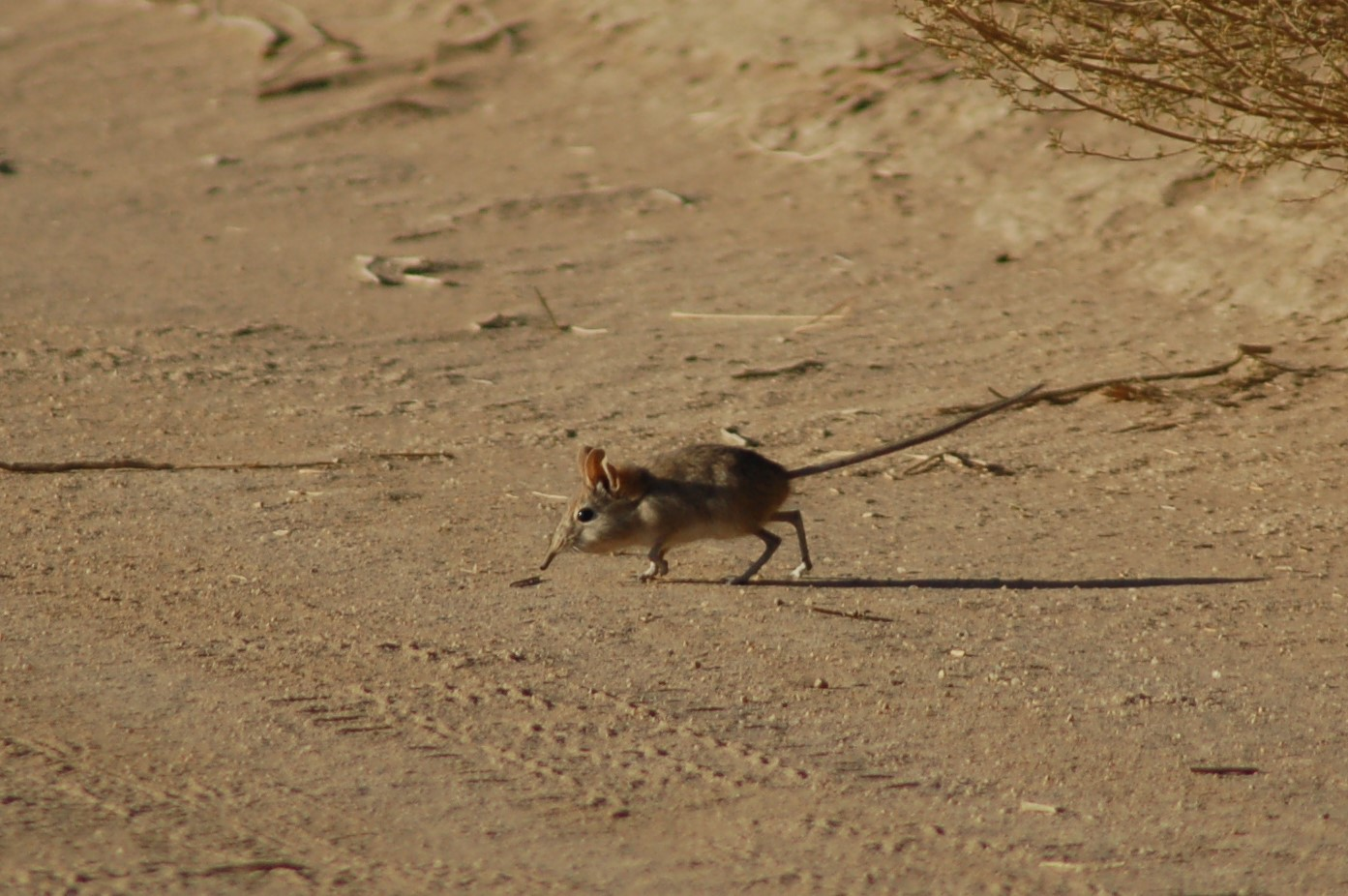
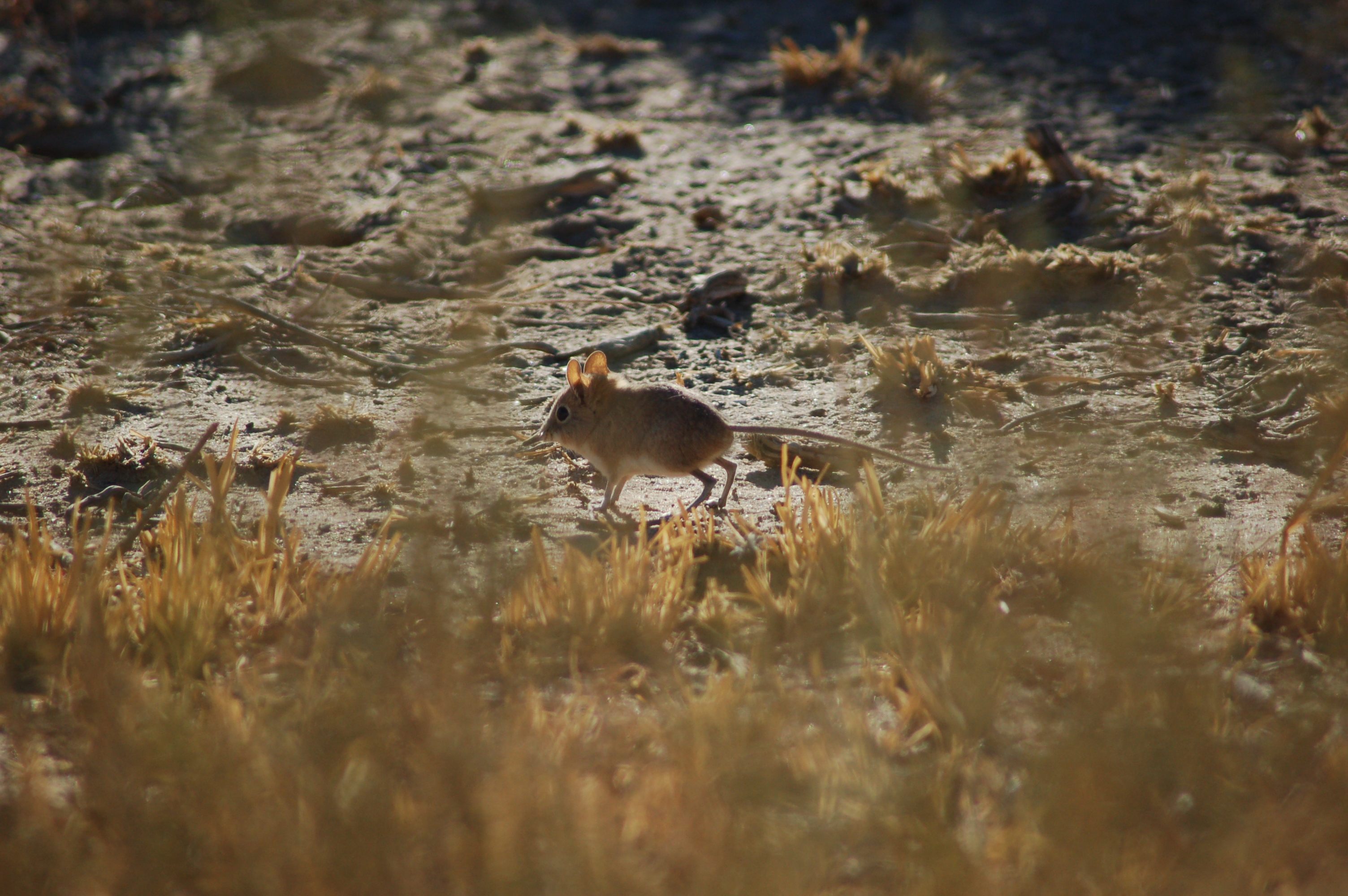